# گریز (آلبوم کریس دی برگ)
گریز (به انگلیسی: Getaway) ششمین آلبوم کریس دی‌برگ است که در سال ۱۹۸۲ منتشر شد. این آلبوم با آهنگ پولی به قایقران نده شروع شده که توانست در ایالات متحده آمریکا به یکی از آهنگ‌های پرطرفدار بدل شود.

## آهنگ‌ها
- پولی به قایقران نده.
- زندگی در جزیره.
- گریه و خنده.
- روی تو حساب می‌کنم.
- گریز.
- کشتی به ساحل.
- تمام عشقی که در درون دارم.
- خط مرزی.
- جایی که آب‌های آرام جریان می‌یابند.
- انقلاب.
- آتشی بیافروز.
- آزادی.

## عوامل
- کریس دی‌برگ (گیتار، پیانو، انتخاب خواننده).
- روپرت هاین (سینت‌سایزر، سازهای ضربی، تنظیمات ارکستری، انتخاب خواننده).
- گیبلین جان (باس).
- نگوس استیو (درام).
- فیل پالمر (الکتریک و گیتار آکوستیک).
- کادیک دیوید (پیانو).
- تیم واینوین (گیتار الکتریک و آکوستیک).
- آنتونی دیستلثویت (ساکسوفونز).
- استیون دبلیو تایلر (وودوایندز، ساکسوفونز و مهندسی)
- نایجل وارن‌گرین (ویلنسل).